# شركة الملاحة الفضائية الأمريكية
تأسست شركة الملاحة الفضائية الأمريكية ( أيه سي أيه ) عام ١٩٥٩، وهي شركة أمريكية رائدة في مجال توريد وتصنيع وتصنيع معدات إلكترونيات الطيران لشركات الطيران والحكومات ومصنعي الطائرات التجارية والدفاعية، وغيرها من شركات تكامل أنظمة إلكترونيات الطيران. تُستخدم منتجاتها في التطبيقات الجوية والبحرية والبرية والصاروخية والفضائية. وقد زُوِّدت أكثر من ١٥٠ ألف طائرة بمعدات أسترونوتيكس. تشمل منتجات أسترونوتيكس أنظمة أدوات الطيران الإلكترونية ، وحقائب الطيران الإلكترونية ، وأنظمة تنبيه المحركات والطاقم ، وأنظمة خوادم الشبكات، وشاشات العرض متعددة الوظائف، ومعالجات وأنظمة عرض المهام، وموجهات الرحلات ، وأنظمة التحكم في الطيران ، وأنظمة التوجيه بالقصور الذاتي ، وأجهزة كمبيوتر بيانات الطيران ، والطيار الآلي .

## روابط خارجية
- Astronautics.com